# Días mejores
Días mejores (originalment coneguda com El día menos pensado) és una sèrie espanyola de televisió web de comèdia dramàtica creada per Cristóbal Garrido i Adolfo Valor per a Telecinco i Amazon Prime Video. Fou produïda per Viacom International Studios i Zeta Studios i és protagonitzada per Blanca Portillo, Francesc Orella, Marta Hazas, Erick Elías i Alba Planas. Es va estrenar a Amazon el 22 d’abril de 2022.

## Trama
La sèrie segueix el procés de superació de cinc personatges que es donen cita en una peculiar teràpia de dol per a pares que han perdut a la seva parella.

## Repartiment
| - Blanca Portillo com Doctora Soledad Laforet - Francesc Orella com Luis Fábregas - Marta Hazas com Sara - Erick Elías com Enrique "Quique" Pardo Cruz - Alba Planas com Graci - Ismael Martínez com José Luis Arellano Moya - Vicenta Ndongo com Carmen - Adrián Pino com Lucas - Carles Francino com Manuel Gutiérrez - Pablo de Santos com Federico "Fede" Arellano - Ana Jara com Lali Pardo - Quique González com Álvaro Pardo - Daniela Brown com Ana Fábregas - Nora Hernández com Gema Fábregas - Paula Apolonio com Clara Fábregas - Itziar Manero com Belén - Alicia Armenteros com Yaiza - Belén Ponce de León com María - Germán Alcarazu com Germán Aparicio - Jorge Rueda com Gonzalo - Luis Rallo com Miguel - Lucía Perlado com Laura | - Héctor Otones com Lázaro - Josean Bengoetxea com Santiago - Alexandra Masangkay com Álex - Álvaro Manso com Roi - Ramón Rados com Sebastián - Pedro Casablanc com Pedro - Mari Paz Sayago com Gurú - Nicolás Illoro com Mario - Borja Luna com Jon - Clara Sanchís com Camila - Hugo Torres com Rutger - Mariano Lameiras Valdés com Luis Gamboa - Roque Ruiz com Sergio - Martín Martínez Navascues com Ricardo - Hermes Damián com Joaquín - Ángel Burgos com Padre de Graci - Josh Climent com Martín - Jorge Usón com Bernardo Romero - Ana Morgade com Julia - Nieve de Medina com Adela - Lola Casamayor com Rosa - Eugenia Silva com Ella mateixa |

## Episodis
| Núm. | Títol     | Direcció           | Guió                                                                                   | Data d'emissió original |                    |
| ---- | --------- | ------------------ | -------------------------------------------------------------------------------------- | ----------------------- | ------------------ |
| 1    | «Sara»    | Alejo Flah         | Cristóbal Garrido y Adolfo Valor                                                       | Sense anunciar          | 22 d'abril de 2022 |
| 2    | «Pardo»   | Alejo Flah         | Daniel Martín Serrano                                                                  | Sense anunciar          | 22 d'abril de 2022 |
| 3    | «Graci»   | Alejo Flah         | Daniel Martín Serrano                                                                  | Sense anunciar          | 22 d'abril de 2022 |
| 4    | «Luis»    | Arantxa Echevarría | Alba Carballal                                                                         | Sense anunciar          | 22 d'abril de 2022 |
| 5    | «Soledad» | Arantxa Echevarría | Sara Alquézar                                                                          | Sense anunciar          | 22 d'abril de 2022 |
| 6    | «Jose»    | Jota Linares       | Daniel Martín Serrano                                                                  | Sense anunciar          | 22 d'abril de 2022 |
| 7    | «México»  | Jota Linares       | Sara Alquézar                                                                          | Sense anunciar          | 22 d'abril de 2022 |
| 8    | «Germán»  | Alejo Flah         | Alba Carballal                                                                         | Sense anunciar          | 22 d'abril de 2022 |
| 9    | «1973»    | Alejo Flah         | Daniel Martín Serrano, Sara Alquézar y Alba Carballal                                  | Sense anunciar          | 22 d'abril de 2022 |
| 10   | «Mario»   | Alejo Flah         | Cristóbal Garrido, Adolfo Valor, Daniel Martín Serrano, Sara Alquézar y Alba Carballal | Sense anunciar          | 22 d'abril de 2022 |

## Producció
El 27 de maig de 2021, Amazon Prime Vídeo i Mediaset España van anunciar que una nova sèrie original, provisionalment titulada El día menos pensado, havia iniciat el seu rodatge a Madrid sota la producció de Viacom International Studios i Zeta Studios, amb Blanca Portillo, Francesc Orella, Marta Hazas, Erick Elías i Alba Planas com a protagonistes. Està creada per Cristóbal Garrido i Adolfo Valor, també van escriure la sèrie al costat de Daniel Martín Serrano, Sara Alquézar i Alba Carballal, mentre que els directors Alejo Flah, Arantxa Echevarría i Jota Linares van ser contractats per a dirigir la sèrie.
En algun punt de la producció, el títol de la sèrie va ser canviat d'El día menos pensado a Días mejores.

## Màrqueting i estrena
El 8 de febrer de 2022, les primeres imatges de la sèrie van ser revelades, ara amb el títol de Días mejores. El 31 de març de 2022, com a part de l'anunci de les novetats de Amazon Prime Vídeo a Espanya per a abril de 2022, es va anunciar que la sèrie s'estrenaria en la plataforma el 22 d'abril de 2022.